# Berliet TEA und TEB
Unter der Typenbezeichnung TEA  bzw. TEB wurden vom französischen Kraftfahrzeughersteller Berliet in Lyon nicht etwa Zugmaschinen (wie der Anfangsbuchstabe T nahelegt), sondern Oberleitungsbusse gebaut, da bis 1949 der Buchstabe T auch für „Elektro-“ stand.

## Vorgeschichte
Oberleitungsbusse stellten für Länder ohne ausreichende heimische Erdölquellen für den Fall von Benzinknappheit eine interessante Alternative zu Bussen mit Otto- oder Dieselmotoren dar, da sie die Nachteile des Holzgasmotors nicht aufwiesen. Dort, wo Kraftfahrzeuge täglich dieselbe Strecke zurücklegen mussten (wie im Linienbusverkehr), konnte man sie an Oberleitungen anschließen und sparte so die Mitnahme der schweren Elektro-Batterien. Als man 1939 zu der Ansicht kam, ein Krieg könne jederzeit ausbrechen, gehörte auch Frankreich zu den Staaten, die fürchten mussten, von Erdölzufuhr abgeschnitten zu werden, und deshalb nach alternativen Energiequellen für ihre Kraftfahrzeuge suchten.

## Berliet TEA
Der Berliet TEA erhielt seine allgemeine Betriebserlaubnis am 23. Juni 1939. Karosserie und Fahrgestell stammten von Berliet, ebenso Farbgebung und Endmontage. Verkabelung, Motor und elektrisches Zubehör lieferte die Firma Vétra in Rueil-Malmaison. Der Motor Typ Vétra-Alsthom 450 V 36 A war steuerlich mit 22 CV eingestuft. Die effektive Leistung von ca. 90 PS entwickelte er bei 1500/min. Das Getriebe hatte 4 Vorwärts- und einen Rückwärtsgang. Das bloße Chassis wog 4500 kg, das höchstzulässige Gesamtgewicht lag bei 11.000 kg. Abweichend von den Maßen der Nachfolger betrug der Radstand 4,60, die Länge 9,86 und die Breite 2,35 m. Der Omnibus blieb ein Einzelstück.

## Berliet TEB
Den danach folgenden Oberleitungsbustyp Berliet TEB (auch VBB genannt) gab es in drei Ausführungen: TEB1, TEB2 und TEB3. Allen gemeinsam war der Elektromotor des Typs Alsthom 505B von 100 PS, vorne einfache und hinten doppelte Bereifung und Servo-Bremsen auf allen vier Rädern, ferner die Maße von Breite und Radstand sowie des Überhangs (vorne 2,125 und hinten 2,575 m).
TEB-1 (ob Einzelstück oder mehrere, ist unklar) wurde bei Berliet 1941 gebaut, TEB-2 als Serie im Jahr 1947 und TEB-3 als Serie 1948. Zu den individuellen Maßen und Gewichten siehe die nachfolgende Tabelle.
| Typ  | Länge | Höhe  | Plätze  | dav. Sitz- | Gesamt-    | Leer-      |
|      | in m  | in m  | insges. | plätze     | gewicht kg | gewicht kg |
| ---- | ----- | ----- | ------- | ---------- | ---------- | ---------- |
| TEB1 | 9,95  | 2,681 | 60      | 28         | 11.300     | 7350       |
| TEB2 | 10,10 | 2,681 | 65      | 26         | 11.600     | 7700       |
| TEB3 | 9,95  | 2,83  | 84      | 20         | 13.600     | 8120       |

### Originalquellen
Eine Publikation, in der alle vor 1945 gebauten Berliet-Typen individuell abgehandelt wären, gibt es nicht. Neben der unten erwähnten Literatur wurde auf folgende in der Fondation Berliet verwahrte Originalunterlagen zurückgegriffen:
- Fiches des Mines: Es handelt sich um die Unterlagen zur Erteilung einer allgemeinen Betriebserlaubnis, hierfür ist in Frankreich der „Inspecteur des mines“ sachlich zuständig. Diese Unterlagen sind chronologisch geordnet und nummeriert. Nicht zu jedem Typ bzw. Variante gibt es entsprechende Unterlagen, teils, weil sie wohl als Untervarianten eines Typs verstanden wurden, für den eine gesonderte Erlaubnis nicht erforderlich war, teils wohl, weil diese Unterlagen im Laufe der letzten 100 Jahre verlorengegangen sind. Bei Militärtypen gibt es Hinweise, dass eine Betriebserlaubnis direkt durch militärische Dienststellen erfolgte, was entsprechende „fiches des mines“ überflüssig machte. Die Quellenbezeichnung lautet: „Fiches No....“

### Sonstige Literatur
- Monique Chapelle: Berliet. 1. Auflage. EMCE, Saint-Chamond 2016, ISBN 978-2-35740-049-8.
- Christophe Puvilland: Berliet 1905–1978, toute la gamme omnibus, autocars, autobus et trolleybus. 1. Auflage. histoire&collections, Paris 2008, ISBN 978-2-35250-059-9.